# Ernest Troubridge
Sir Ernest Charles Thomas Troubridge (15. července 1862, Londýn, Anglie – 28. ledna 1926, Biarritz, Francie) byl britský admirál. Od mládí sloužil u královského námořnictva, mimo jiné působil jako diplomat a v námořní administraci. Jako velitel ve Středomoří selhal na počátku první světové války a byl postaven před válečný soud. Byl sice zproštěn viny, ale nikdy již nedostal samostatné velení. Ještě během první světové války se uplatnil jako námořní poradce v Srbsku a nakonec dosáhl hodnosti admirála (1919). Za zásluhy obdržel řadu britských a zahraničních vyznamenání, mimo jiné byl nositelem Československého válečného kříže. Jeho syn Thomas Hope Troubridge (1895–1949) se prosadil jako námořní vojevůdce za druhé světové války a dosáhl hodnosti viceadmirála.

## Kariéra
Pocházel z rodiny s tradiční službou v námořnictvu, byl pravnukem admirála Sira Thomase Troubridge (1758–1807) a vnukem admirála Sira Edwarda Troubridge (1787–1852). Narodil se jako mladší syn armádního důstojníka Sira Thomase Troubridge (1815–1867), po matce Louise Gurney (1830–1867) měl příbuzenské vazby na významný skotský rod Hayů. Studoval na Royal Naval College v Dartmouthu a v roce 1884 byl povýšen na poručíka. Sloužil převážně ve Středomoří a v hodnosti kapitána vstoupil v roce 1901 do diplomatických služeb. Působil jako námořní atašé ve Vídni, Madridu a Tokiu (1901–1904). V letech 1904–1905 působil jako námořní poradce v Japonsku během rusko-japonské války. Za zásluhy získal japonský Řád vycházejícího slunce a britský Řád sv. Michala a sv. Jiří. Po návratu z Japonska sloužil znovu ve Středomoří. V letech 1908–1910 byl v hodnosti komodora velitelem loděnic v Chathamu, poté byl tajemníkem ministrů námořnictva Reginalda McKenny a Winstona Churchilla (1910–1911). V roce 1911 byl povýšen do hodnosti kontradmirála a poté byl krátce náčelníkem štábu admirality (1912). Podílel se na přípravě plánů pro případ války, ale po neshodách s Churchillem musel koncem roku 1912 ministerstvo námořnictva opustit.

## První světová válka

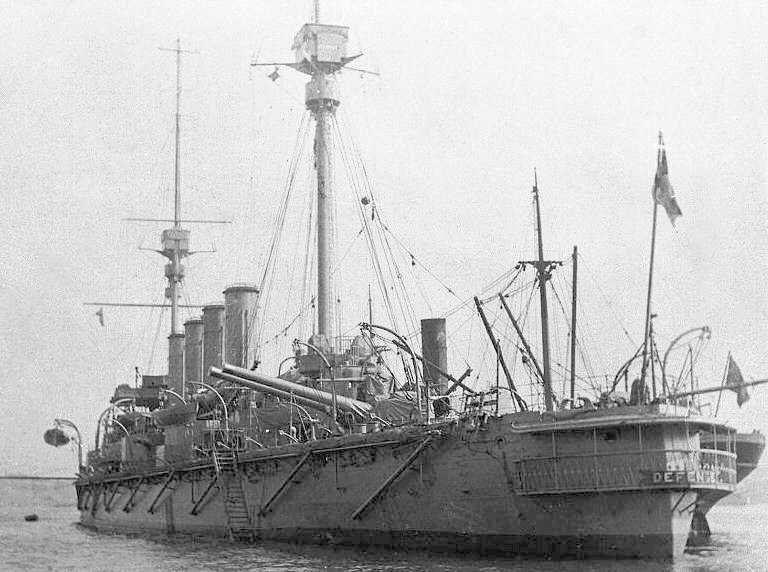
Válečná loď Defence, vlajková loď admirála Troubridge v roce 1914 ve Středozemním moři

V letech 1912–1914 byl vrchním velitelem ve Středomoří, kde hned na počátku první světové války v srpnu 1914 zcela zklamal při operaci pronásledování dvou německých křižníků. Přestože měl převahu, umožnil německým lodím bezpečný postup do Istanbulu, čímž došlo ke změně v poměru sil ve Středomoří. Turecko v důsledku toho vstoupilo do války po boku centrálních mocností a proti admirálu Troubridgovi byla namířena vlna kritiky. Byl předvolán před válečný soud, který se konal v listopadu 1914 v přístavu Portsmouth (spolu s ním byl souzen i jeho nadřízený admirál Archibald Berkeley Milne). Soud jej sice osvobodil a byl mu umožněn návrat do aktivní služby, ale samostatné velení již neobdržel. V letech 1915–1916 vedl britskou námořní misi v Srbsku, nakonec se stal poradcem srbského korunního prince Alexandra a díky tomu byl povýšen na viceadmirála (1916). Na Balkáně zůstal do konce první světové války, v roce 1919 dosáhl hodnosti admirála a obdržel velkokříž Řádu sv. Michala a sv. Jiří. Po válce byl prezidentem Evropské dunajské komise, v této funkci setrval až do března 1924. Zemřel náhle ve Francii.
Během první světové války a následujících let získal řadu zahraničních vyznamenání, především v Srbsku (Řád Bílého orla, Řád hvězdy Karadjordevićů). Dále byl nositelem italského Řádu sv. Mořice a Lazara, Řádu rumunské hvězdy, řeckého Řádu Spasitele a francouzského Válečného kříže. Vzhledem k osobním vazbám na jugoslávského krále Alexandra I. a Alexandrovu přátelskému vztahu k Československu byl také nositelem Československého válečného kříže.
Byl dvakrát ženatý, z prvního manželství s Edith Duffus pocházel syn Sir Thomas Hope Troubridge (1895–1949), který po druhé světové válce jako viceadmirál velel ve Středomoří.